# Die lustige Witwe (1962)
Die lustige Witwe ist eine österreichische Filmkomödie der Sascha-Filmindustrie aus dem Jahr 1962. In den Hauptrollen sieht man Peter Alexander und Karin Hübner. Als Vorlage diente die gleichnamige Operette von Franz Lehár (Musik) sowie Victor Léon und Leo Stein (Libretto).

## Handlung
Danilo, der Neffe des Sektkönigs André Napoleon Renard, soll sich in Paris um die dortige Firmenniederlassung kümmern. Aber Danilo verwendet seine Zeit und das Geld des Onkels lieber für die Tänzerin Valencienne und deren Kabarett Maxim. Camillo, dem sehr eifersüchtigen Ehemann von Valencienne, gefällt das Interesse des jungen Lebemannes an seiner Frau überhaupt nicht.
Um den Playboy zu einem solideren Lebenswandel zu bewegen, heckt der seriöse Onkel einen cleveren Plan aus. Er täuscht eine Hochzeit mit seiner Sekretärin Hanna vor und inszeniert kurz danach seinen Tod während der Hochzeitsreise in der Südsee. Seine „Witwe“ und Alleinerbin reist danach nach Paris und dreht dem leichtlebigen Danilo den Geldhahn zu.
Da Danilo jetzt plötzlich ohne Geld dasteht, muss er sich zum ersten Mal in seinem Leben Arbeit suchen. Doch immer dann, wenn er einen Job gefunden hat, sorgt Hanna dafür, dass er diese Anstellung rasch wieder verliert. Trotz aller Schwierigkeiten, kommt bei Danilo der gute Kern zum Vorschein und schön langsam beginnt er sich in Hanna zu verlieben, obwohl sie jetzt das Geld seines Onkels sinnlos verschleudert. Hanna wiederum verliebt sich in Danilo.
Als Danilo durch einen Zufall davon erfährt, dass sein Onkel gar nicht tot ist und auch nie Hanna geheiratet hat, stellt er den beiden eine Falle. In Paris lässt er den wieder aufgetauchten Onkel gemeinsam mit Hanna, von falschen Polizisten, als Hochstapler verhaften. Schon kurz nach der „Verhaftung“ klärt Danilo aber alles auf und gibt seine bevorstehende Hochzeit mit Hanna bekannt.

## Lieder
- Da geh’ ich in’s Maxim (Peter Alexander)
- Vilja-Lied (Peter Alexander)
- Du bist eine anständ’ge Frau (Peter Alexander und Gunther Philipp)
- Ja, das Studium der Weiber ist schwer (Peter Alexander)
- Dummer, dummer Reitersmann (Peter Alexander und Karin Hübner)
- Lippen schweigen (Peter Alexander und Karin Hübner)
- Komm in den kleinen Pavillon (Peter Alexander)
- Es waren zwei Königskinder (Peter Alexander)
- Jetzt geh’ ich ins Maxim (Peter Alexander)